# Suzanne Zimmerman
Suzanne Winona Zimmerman (Portland, 13 luglio 1925 – 14 marzo 2021) è stata una nuotatrice statunitense.
Specializzata nel dorso, vinse la medaglia d'argento nei 100 m alle Olimpiadi di Londra 1948.

## Palmarès
- Olimpiadi
  - Londra 1948: argento nei 100 m dorso.